# Liste der Monuments historiques in Grandvillars
Die Liste der Monuments historiques in Grandvillars führt die Monuments historiques in der französischen Gemeinde Grandvillars auf.

## Liste der Objekte
| Bezeichnung                                        | Beschreibung                             | Standort                                 | Kennzeichnung | Schutzstatus | Datum | Bild |
| -------------------------------------------------- | ---------------------------------------- | ---------------------------------------- | ------------- | ------------ | ----- | ---- |
| Skulpturengruppe Madonna mit Kind und heilige Anna | Holz, bemalt, 18. Jahrhundert            | in der Friedhofskirche                   | PM90000328    | Inscrit      | 1985  |      |
| Skulptur Madonna mit Kind                          | Holz, polychrom gefasst, 15. Jahrhundert | in der Kapelle Notre-Dame von Montrobert | PM90000048    | Classé       | 1960  |      |
| Skulptur Madonna mit Kind                          | Holz, polychrom gefasst, 17. Jahrhundert | in der Kirche St-Martin (Lage)           | PM90000329    | Inscrit      | 1977  |      |